# Alex Da Silva

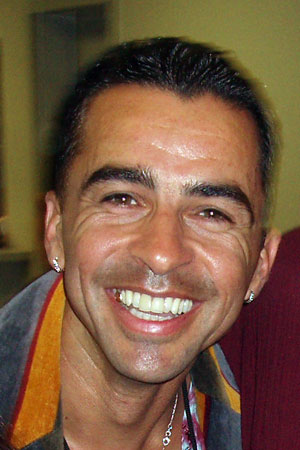
Alex Da Silva (2005)

Alex Da Silva (* 27. März 1968 in Rio de Janeiro) ist ein brasilianischer Tänzer und Choreograf, spezialisiert auf den Tanz Salsa. In den USA ist er bekannt geworden als Jurymitglied für die TV-Serie „So You Think You Can Dance“.

## Leben
Seit seinem 20. Lebensjahr tanzt Da Silva Salsa und ist Mitbegründer des Salsa Los Angeles Style. Seine Tanzlehrer-Karriere begann er im San Francisco, Kalifornien. In den Jahren 2002 und 2007 gewann er jeweils die World Salsa Championships.
Am 4. April 2009 wurde Da Silva verhaftet, weil er angeblich zwischen Mai 2003 und März 2009 mehrere Frauen in seine Wohnung gelockt und vergewaltigt haben soll.